# بابلو أوربايز
بابلو أوربايز ليساكا (بالإسبانية: Pablo Orbaiz)‏، من مواليد 6 فبراير 1979 في بامبلونا في إسبانيا، لاعب كرة قدم إسباني.
بدأ مسيرته الكروية مع نادي أوساسونا في عام 1996، ولعب معهم حتى عام 2000، وفي عام 2000 انتقل إلى نادي أثلتك بلباو، وهو يلعب لهم حتى الآن.
لعب أول مباراة له مع منتخب إسبانيا لكرة القدم في عام 2002.

## مسيرته الكروية
لعب بابلو أوربايز خلال مسيرته الاحترافية مع 5 أندية في تسعة عشر موسمًا وسجل خلالها 15 هدفًا ضمن 416 مباراة. حيث فاز في موسم واحد بالكأس وفي موسم واحد بالدوري.
خاض بابلو أوربايز مسيرته مع نادي أوساسونا في موسم 1996–97 في المرة الأولى ولمدة موسمين ثم في موسم 1998–99 ولمدة موسمين، مشاركًا طوالها في 81 مباراة سجل خلالها هدفين. ثم انتقل إلى نادي أوساسونا ب في موسم 1997–98 لمدة موسم واحد، حيث شارك في 27 مباراة سجل خلالها هدفين أيضًا. لينتقل بعدها إلى نادي أتلتيك بيلباو في موسم 2000–01 ليلعب معه أحد عشر موسمًا، مشاركًا في 261 مباراة سجل خلالها 10 أهداف. ثم انتقل إلى نادي أولمبياكوس في موسم 2011–12 لمدة موسم واحد، مشاركًا في 24 مباراة سجل خلالها هدفًا واحدًا. هذا وانتقل لاحقًا إلى نادي روبين كازان في موسم 2012–13 لمدة موسم واحد، مشاركًا في 23 مباراة ولم يسجل أي هدف.

## روابط خارجية
- بابلو أوربايز على موقع الاتحاد الدولي (مؤرشف)  (الإنجليزية)
- بابلو أوربايز على موقع قاعدة بيانات كرة القدم.إي يو (الإنجليزية)
- بابلو أوربايز على موقع ناشيونال فوتبول تيمز (الإنجليزية)
- بابلو أوربايز على موقع Soccerway.com (الإنجليزية)
- بابلو أوربايز على موقع عالم كرة القدم.نت (الإنجليزية)
- بابلو أوربايز على موقع AS.com (الإسبانية)